# UCI Amèrica Tour 2024
L'UCI Amèrica Tour 2024 és la vintena edició de l'UCI Amèrica Tour, un dels cinc circuits continentals de ciclisme de la Unió Ciclista Internacional. Està format per una vintena de proves, organitzades del 22 d'octubre de 2023 al 8 d'octubre de 2024 a Amèrica.

## Equips
Els equips poden participar en les diferents curses depenent de la categoria de la prova. Per exemple, els UCI WorldTeams només poden participar en curses .1 i el seu nombre per cursa és limitat.
| Catégorie | Catégorie              | Équipes                                                                           |
| --------- | ---------------------- | --------------------------------------------------------------------------------- |
| .1        | 1.1 (Cursa d'un dia)   | * UCI WorldTeam (màx. 50 %) * UCI ProTeam * Equip continental * Selecció nacional |
| .1        | 2.1 (Cursa per etapes) | * UCI WorldTeam (màx. 50 %) * UCI ProTeam * Equip continental * Selecció nacional |
| .2        | 1.2 (Cursa d'un dia)   | * UCI ProTeam * Equip continental * Selecció nacional * Equip regional i de club  |
| .2        | 2.2 (Cursa per etapes) | * UCI ProTeam * Equip continental * Selecció nacional * Equip regional i de club  |

## Evolució del calendari

### Octubre 2023
| Data | Cursa                                 | País | Cat. | Vencedor         | Equip    | Ref.  |
| ---- | ------------------------------------- | ---- | ---- | ---------------- | -------- | ----- |
| 22   | Contrarellotge dels Jocs Panamericans | Xile | JC   | Walter Vargas    | Colòmbia | [ 3 ] |
| 29   | Cursa en ruta dels Jocs Panamericans  | Xile | JC   | Jhonatan Narváez | Equador  | [ 4 ] |

### Novembre 2023
| Data  | Cursa             | País      | Cat. | Vencedor   | Equip                     | Ref.  |
| ----- | ----------------- | --------- | ---- | ---------- | ------------------------- | ----- |
| 17-26 | Volta a Guatemala | Guatemala | 2.2  | Gerson Toc | Decoba-ASO Quetzaltenango | [ 5 ] |

### Desembre 2023
| Data  | Cursa              | País       | Cat. | Vencedor        | Equip            | Ref.  |
| ----- | ------------------ | ---------- | ---- | --------------- | ---------------- | ----- |
| 16-25 | Volta a Costa Rica | Costa Rica | 2.2  | Juan Diego Alba | Movistar-Best PC | [ 6 ] |

### Gener
| Data  | Cursa            | País      | Cat. | Vencedor         | Equip                              | Ref.  |
| ----- | ---------------- | --------- | ---- | ---------------- | ---------------------------------- | ----- |
| 14-21 | Volta al Táchira | Veneçuela | 2.2  | Jonathan Caicedo | Forte Petrolike-Androni Giocattoli | [ 7 ] |

### Febrer
| Data | Cursa         | País     | Cat. | Vencedor          | Equip       | Ref.  |
| ---- | ------------- | -------- | ---- | ----------------- | ----------- | ----- |
| 6-11 | Tour Colombia | Colòmbia | 2.1  | Rodrigo Contreras | NU Colombia | [ 8 ] |

### Abril
| Data  | Cursa                                 | País         | Cat. | Vencedor       | Equip                  | Ref. |
| ----- | ------------------------------------- | ------------ | ---- | -------------- | ---------------------- | ---- |
| 5-7   | Jamaica International Cycling Classic | Jamaica      | 2.2  | Wilmar Paredes | Team Medellín          |      |
| 24-28 | Tour de Gila                          | Estats Units | 2.2  | Tyler Stites   | Project Echelon Racing |      |

### Maig
| Data | Cursa                     | País         | Cat. | Vencedor         | Equip                          | Ref. |
| ---- | ------------------------- | ------------ | ---- | ---------------- | ------------------------------ | ---- |
| 1-5  | Vuelta Bantrab            | Guatemala    | 2.2  | Jonathan Caicedo | Petrolike                      |      |
| 19   | Gran Premio New York City | Estats Units | 1.2  | Tibor Del Grosso | Alpecin-Deceuninck Development |      |

### Juny
| Data  | Cursa                                                                          | País     | Cat. | Vencedor           | Equip                    | Ref. |
| ----- | ------------------------------------------------------------------------------ | -------- | ---- | ------------------ | ------------------------ | ---- |
| 6     | Contrarellotge dels Campionats de Centreamèrica de ciclisme en ruta            | Hondures | 1.2  | Franklin Archibold | Panamà                   |      |
| 7     | Contrarellotge per equips dels Campionats de Centreamèrica de ciclisme en ruta | Hondures | 1.2  | Panamà             |                          |      |
| 9     | Cursa en línia dels Campionats de Centreamèrica de ciclisme en ruta            | Hondures | 1.2  | Franklin Archibold | Panamà                   |      |
| 12-16 | Tour de Beauce                                                                 | Canadà   | 2.2  | Josh Burnett       | MitoQ-NZ Cycling Project |      |
| 14-23 | Volta a Colòmbia                                                               | Colòmbia | 2.2  | Rodrigo Contreras  | Nu Colombia              |      |

### Octubre
| Data | Cursa             | País      | Cat. | Vencedor      | Equip        | Ref. |
| ---- | ----------------- | --------- | ---- | ------------- | ------------ | ---- |
| 6-13 | Volta a Veneçuela | Veneçuela | 2.2  | Walter Vargas | Medellín-EPM |      |

### Novembre
| Data  | Cursa             | País    | Cat. | Vencedor | Equip | Ref. |
| ----- | ----------------- | ------- | ---- | -------- | ----- | ---- |
| 11-17 | Volta a l'Equador | Equador | 2.2  |          |       |      |